# Beloniscellus floresianus
Beloniscellus floresianus is een hooiwagen uit de familie Beloniscidae. De wetenschappelijke naam van Beloniscellus floresianus gaat terug op Roewer.